# Lambert Herr
Lambert Herr (Luxemburg-Stad, 1948) is een Luxemburgs grafisch ontwerper, kunstschilder en auteur.

## Leven en werk
Lambert Herr is een zoon van Joseph (Jos) Herr, voormalig burgemeester van Diekirch. Hij studeerde grafische vormgeving aan het Sint-Lucas in Brussel. In 1977 had hij zijn eerste soloexpositie bij galerie La Scatola in Luxemburg-Stad, waar hij zijn geometrisch-abstract werk toonde. Als grafisch ontwerper verzorgde hij onder meer de lay-out van een boek van zijn vader over de geschiedenis van Diekirch (1980). Herr publiceert zelf artikelen en boeken over kunst, waaronder Anthologie des Arts au Luxembourg (1992) en Signatures (2001), naslagwerken over Luxemburgse beeldende kunstenaars.

## Enkele werken
- 1975 wandschildering voor een basisschool in Mamer.
- 1989 Onafhankelijkheidsmonument in Steinfort.
- 1995 wandschildering voor een basisschool in Clervaux.

## Publicaties
- Lambert Herr (1992) Anthologie des Arts au Luxembourg. Editions Emile Borschette.
- Lambert Herr (2001) Signatures, portraits et auto-portraits : artistes plasticiens au Luxembourg. Luxemburg: Éditions Saint-Paul. ISBN 2-87963-382-6
- Lambert Herr (2003) Châteaux - Burgen - Castles : Luxembourg Lithographies, gravures, dessins XVIIe - XXe siècle. Luxemburg: Éditions Saint-Paul.
- Lambert Herr (2003) Roger Bertemes. Luxemburg: Éditions Saint-Paul.
- Lambert Herr (2004) Jean-Pierre Junius. Luxemburg: Éditions Saint-Paul.
- Lambert Herr (2005) Jeannort Bewing. Luxemburg: Éditions Saint-Paul.
- Lambert Herr, Paul Lanners, Guy Wolff (2006) Moritz Ney. Luxemburg: Éditions Saint-Paul.
- Lambert Herr (2007) Robert Brandy. Luxemburg: Éditions Saint-Paul.
- Lambert Herr (2008) Pit Nicolas. Luxemburg: Éditions Saint-Paul.
- Lambert Herr (2009) Dany Prum. Luxemburg: Éditions Saint-Paul.
- Lambert Herr (2009) Jean-Marie Biwer Journal de Paris. Luxemburg: Éditions Saint-Paul.
- Lambert Herr (2010) Jhemp Bastin. Luxemburg: Éditions Saint-Paul.
- Lambert Herr, René Meijer (2011) Charly Reinertz. Luxemburg: Éditions Saint-Paul.

- International Standard Name Identifier: 0000 0004 3518 7741
- Library of Congress Control Number: n2010012026
- Musée national d'archéologie, d'histoire et d'art: lkl004199
- Système universitaire de documentation: 144304945
- Virtual International Authority File: 100521168
- WorldCat: E39PBJyMgdKQB6JmXmBx3cXcfq